# 樊县 (西汉)
樊县，中国古县名，在今山东省济宁市境。
西汉时，樊县属东平国。原为梁国属地。东汉元和元年（84年），分东平国为任城国，樊县隶之。东晋时废。